# Pristimantis piceus
Espèce
Synonymes
- Eleutherodactylus piceus Lynch, Ruíz-Carranza & Ardila-Robayo, 1996

Statut de conservation UICN

 LC  : Préoccupation mineure
Pristimantis piceus est une espèce d'amphibiens de la famille des Craugastoridae.

## Répartition
Cette espèce est endémique de la cordillère Centrale en Colombie. Elle se rencontre dans les départements d'Antioquia et de Cauca entre 2 540 et 3 400 m d'altitude.

## Description
Les mâles mesurent de 29,2 à 40,7 mm et les femelles de 39,5 à 49,5 mm.

## Publication originale
- Lynch, Ruíz-Carranza & Ardila-Robayo, 1996 : Three new species of Eleutherodactylus (Amphibia: Leptodactylidae) from high elevations of the Cordillera Central of Colombia. Caldasia, vol. 18, no 3, p. 329-342 (texte intégral).